# Wilkes-Subglazialbecken
Das Wilkes-Subglazialbecken ist ein großes und durch Gletschereis vollständig überdecktes Becken in Ostantarktika. Es liegt südlich der George-V.-Küste und westlich der Prince Albert Mountains im Viktorialand.
Seine Ausdehnung ermittelten US-amerikanische Seismologen zwischen 1958 und 1960. Das Advisory Committee on Antarctic Names benannte es 1961 wegen seiner nähe zum westlich gelegenen Wilkesland sowie nach Charles Wilkes (1798–1877), Leiter der United States Exploring Expedition (1838–1842), bei der die George-V.-Küste erkundet worden war.
Im Jahr 2020 veröffentlichte Untersuchungsergebnisse legen den Schluss nahe, dass das Becken in einer als Marine Isotopic Stage 11 (MIS11) bekannten Warmphase vor rund 400.000 Jahren offenbar eisfrei war.